# Новиков, Евгений Петрович (строитель)
Евге́ний Петро́вич Но́виков  (19 декабря 1928 — 24 января 1992) — советский строитель, лауреат Государственной премии СССР.

## Биография
Родился в деревне Харланиха Волоколамского уезда Московской губернии (ныне — Волоколамский городской округ Московской области). В 1952 году окончил Ленинградский институт водного транспорта. Трудился инженером Министерства флота СССР в Москве.
С 1954 года работал на различных должностях в Куйбышевской области. С 1967 по 1989 год был заместителем начальника Куйбышевгидростроя по строительству жилья и объектов соцкультбыта.

## Награды
- Орден Октябрьской Революции;
- Орден Трудового Красного Знамени;
- Государственная премия СССР (1973).